# (16456) 1989 UO
(16456) 1989 UO est un astéroïde de la ceinture principale d'astéroïdes découvert en 1989.

## Description
(16456) 1989 UO a été découvert le 23 octobre 1989 à l'observatoire de Kani (Japon) par Yoshikane Mizuno et Toshimasa Furuta.

### Caractéristiques orbitales
L'orbite de cet astéroïde est caractérisée par un demi-grand axe de 2,37 UA, un périhélie de 1,88 UA, une excentricité de 0,21 et une inclinaison de 3,27° par rapport à l'écliptique. Du fait de ces caractéristiques, à savoir un demi-grand axe compris entre 2 et 3,2 UA et un périhélie supérieur à 1,666 UA, il est classé, selon la JPL Small-Body Database, comme objet de la ceinture principale d'astéroïdes.

### Caractéristiques physiques
(16456) 1989 UO a une magnitude absolue (H) de 14,5 et un albédo estimé à 0,165.